# Proteïna de la síndrome de Wiskott-Aldrich
La proteïna de la síndrome de Wiskott-Aldrich (WASp, per les seves sigles en anglès) és una proteïna de 502 aminoàcids expressada per cèl·lules del sistema hematopoètic. Les proteïnes WASP poden alternar entre dues conformacions que determinaran la seva activitat. En el seu estat inactiu, la proteïna WASp adopta una conformació tancada, on l'extrem N-terminal i el C-terminal interaccionen entre ells. La forma oberta de WASP s'uneix a i activa el complex Arp2/3, responsable de la nucleació dels microfilaments d'actina. Les proteïnes WASP tenen un domini VCA a l'extrem C-terminal que s'uneix i activa el complex Arp2/3 en resposta a diversos mecanismes, inclosa la família de proteïnes G Rho GTPases, determinats fosfolípids, proteïnes que contenen el domini SH3, quinases i fosfatases. La WASp és el membre més representatiu d'una família proteica que també inclou l'àmpliament expressada N-WASP (proteïna de la síndrome de Wiskott-Aldrich neuronal), així com la WHIMP o la Scar.
El domini VCA (acrònim anglès de verprolin, central, acidic) conté tres elements que donen origen al seu nom: un domini homòleg a verprolina, una regió central hidròfoba i una regió àcida. El domini VCA estimula de forma dramàtica la nucleació d'actina pel complex Arp2/3. Els tres elements del domini VCA tenen funcions diferents en aquest procés. La regió A (àcida) contribueix en l'afinitat cap al complex Arp2/3. La regió C, tot i que també contribueix en la unió a Arp2/3 i a la seva activitat, té un paper en l'autoinhibició de WASP. La regió V uneix unitats de G-actina, i les exposa al complex Arp2/3 pel creixement del filament d'actina.

## Importància clínica
La síndrome de Wiskott-Aldrich clàssica és una malaltia hereditària recessiva lligada al cromosoma X, en la qual existeix un defecte genètic combinat que afecta els limfòcits B i T. Es caracteritza principalment per trombocitopènia, èczema generalitzat i infeccions recurrents. Hi ha una depleció de limfòcits T en sang i ganglis limfàtics i els malalts que la pateixen són proclius a desenvolupar limfomes no hodgkinians. La seva causa són mutacions en el gen que codifica la WASp, localitzat al braç curt del cromosoma X (locus 11.23-11.22). És una síndrome molt poc comuna, amb una incidència d'entre 1-4 casos/milió de nens nascuts vius. Tant les manifestacions de la malaltia com les diverses teràpies emprades per tractar-les alteren significativament la qualitat de vida dels individus afectats. El seu diagnòstic diferencial inclou la síndrome d'Omenn, la trombocitopènia al·loimmunitària neonatal, la hipogammaglobulinèmia o la púrpura trombocitopènica immunitària.